# Canonesas Regulares Hospitalarias de la Misericordia de Jesús
Las Canonesas Regulares Hospitalarias de la Misericordia de Jesús de la Orden de San Agustín (oficialmente en francés: Chanoinesses régulières hospitalières de la miséricorde de Jésus) es una orden religiosa católica de canonesas regulares, de monasterios sui iuris, de derecho pontificio, cuya fecha de fundación y fundador o fundadores son desconocidos. La primera mención a ellas se hace en una bula del siglo XIII. En la actualidad forman parte de esta orden dos federaciones, una francesa y otra canadiense. A las religiosas de este instituto se les conoce como agustinas de la misericordia de Jesús.

## Historia
Un bula del papa Honorio IV, de 1285, menciona la existencia de un monasterio en Dieppe (Francia), perteneciente a las Canonesas Regulares de San Agustín que se dedican a la atención de los enfermos. Es el primer documento que atestigua la existencia, al menos medieval, de dicho monasterio de canonesas.
François de Harlay de Champvallon, arzobispo de Ruan, aprobó la congregación formada a la cabeza del monasterio de Dieppe, el 3 de enero de 1629. Más tarde, el instituto recibió la aprobación del papa Alejandro VII el 27 de agosto de 1665, cuando ya las canonesas habían fundados nuevos monasterios en otras partes de Francia y en Canadá. Al país americano llegaron en 1639 y fue el punto de partida para propagar la congregación en varias ciudades canadienses. Luego de la aprobación el animo de expansión toco suelo británico, paraguayo, tunecino, libanese y sudafricano.
La Santa Sede reunió los monasterios franceses, británicos y sudafricano en una federación, el 12 de septiembre de 1946, a la que llamó Federación Francesa de las Canonesas Regulares de la Misericordia de Jesús. Los demás se mantuvieron independientes, hasta la unión en la Federación Canadiense de 1957.

## Organización

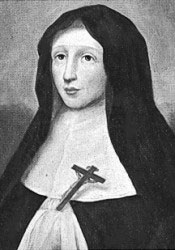
María Catalina de San Agustín (1632-1668), religiosa del instituto beatificada por Juan Pablo II.

La Congregación de las Canonesas Regulares de la Misericordia de Jesús, son una orden religiosa católica, divida en dos Federaciones, la canadiense y la francesa, de monasterios que si bien mantienen comunión unos con otros, conservan la autonomía característica de la vida canonical.
Las agustinas de la misericordia se dedican a la instrucción cristiana de la juventud, al culto litúrgico solemne y a la pastoral sanitaria. Mezclan la vida pastoral con la vida de clausura. Su hábito está compuesto por una túnica blanca y un velo y cinturón negro.
En 2015, la federación francesa contaba con unas 241 religiosas y 13 monasterios, presentes en Burquina Faso, Francia, Nigeria, Reino Unido y Sudáfrica. Mientras que las de la federación canadiense eran unas 136 canonesas y 7 monasterios, presentes en Canadá y Paraguay.

## Personajes ilustres
- María Catalina de San Agustín (1632-1668), beata, religiosa francesa, misionera en Canadá y una de las fundadoras del primer monasterio de la congregación en Quebec. Fue beatificada por el papa Juan Pablo II el 23 de abril de 1989.[5]
- María de Santa Mónica Lhuillier (1744-1794), beata, religiosa francesa, mártir durante el tiempo de la Revolución, decapitada por mantenerse fiel a sus votos religiosos. Fue beatificada por el papa Pío XII el 19 de junio de 1955.[6]